# Ichthyborus
Genre
Ichthyborus est un genre de poissons téléostéens de la famille des Distichodontidae et de l'ordre des Characiformes. Toutes les espèces de ce genre se rencontrent en Afrique.

## Liste d'espèces
Selon FishBase (19 juin 2015):
- Ichthyborus besse (Joannis, 1835)
- Ichthyborus congolensis Giltay, 1930
- Ichthyborus monodi (Pellegrin, 1927)
- Ichthyborus ornatus (Boulenger, 1899)
- Ichthyborus quadrilineatus (Pellegrin, 1904)

### Note
Selon ITIS :
- Ichthyborus besse (Joannis, 1835)
- Ichthyborus monodi (Pellegrin, 1927)
- Ichthyborus ornatus (Boulenger, 1899)
- Ichthyborus quadrilineatus (Pellegrin, 1904)